# Tau Sagittarii
Tau Sagittarii (τ Sgr / 40 Sagittarii / HD 177716) es una estrella de magnitud aparente +3,32 en la constelación de Sagitario. Se encuentra a 120 años luz del sistema solar.
Tau Sagittarii es una gigante naranja de tipo espectral K1III con una temperatura superficial de 4440 K.
92 veces más luminosa que el Sol, su radio es 16 veces más grande que el radio solar.
Como en muchas estrellas análogas de nuestro entorno —Aldebarán (α Tauri), Arturo (α Bootis) o Pólux (β Geminorum) son algunos conocidos ejemplos—, es una gigante estable en cuyo interior tiene lugar la transformación del helio en carbono y oxígeno.
Su masa no es bien conocida, pudiendo estimarse entre 1,5 y 2 masas solares.
Al igual que otras gigantes, rota lentamente; la medida de su velocidad de rotación —3 km/s, siendo este valor un límite inferior— da lugar a un período de rotación que puede ser tan largo como 270 días.
Tau Sagittarii se mueve a una velocidad relativa respecto a nosotros de 64 km/s, 4 veces superior al valor medio local, lo que sugiere que puede provenir de otra región de la galaxia.
Ello concuerda con su bajo contenido metálico, entendiendo como «metales» aquellos elementos más pesados que el helio, que supone el 70% del valor solar.